# 空耳
空耳（日语：／）是指刻意的將所聽到的詞句的發音，以另一個發音近似的詞句重寫內容（可以是同語言之間，亦可以是不同的語言之間），以達到惡搞或一语双关的娛樂目的。透過諧音改寫，就感覺可以「幻聽」成自己理解的語言。空耳一詞源自日本的節目「空耳時間」，本意是「幻聽」的意思，之後詞彙传播到華人圈。在流行文化中衍生為對聲音（尤其語音）的再詮釋行為。与空耳一个类似的概念是误听（英語：Mondegreen），但误听通常是无意而非刻意的。
空耳的基本要求是「音準句通」，即空耳後的諧音必須要與原音相符，並且文句通順，有其一定的意思。所以一般看到的歌詞拼音教學，和一些純粹堆砌文字的諧音歌詞，其實都不屬於空耳。
空耳的類型有很多種，包括最廣泛且常見的惡搞類型的搞笑空耳，圍繞特定主題的主題空耳，與原劇情相符合的劇情空耳，還有有文采的文藝空耳等。

## 不同语言间的空耳

### 中國大陸的空耳
中國大陸的網路非常流行幻聽歌詞創作。尤其是彈幕影片網站的AcFun和哔哩哔哩，內有極多空耳作品。比起使用毫無關聯的字作準確讀音拼湊，中國網民多選擇稍微扭曲讀音並有意義的空耳歌詞。除了惹笑的空耳外，也不乏戀愛文學風格濃厚，或以食物作題材的空耳。
比較有名的例子是將《創聖大天使》主題曲中的曲解為「阿姨洗鐵路」。再如前文所述及的印度歌曲《Tunak Tunak Tun》，在大陸的空耳版本則為「多冷的隆冬」、「我在東北玩泥巴」；因周杰伦的演唱时常吐字不清，使《七里香》被空耳成“骑李湘”，《髮如雪》被空耳成“Fuck入穴”等；韓國歌曲《Sorry Sorry》也被中國大陸的網民改成「誰作業沒做」、「誰給的被單」、《Gee》被改成《雞之歌》等。此外，還有把《大長今》的韓語主題曲，寫成「武大郎挨豬打」的幻聽歌詞。
更有PJJ工作室的主人胡繽（網名），專門制作空耳歌詞的MTV。他的博客中已經有124首此類歌曲MTV。例如，火影忍者的主題歌《青鳥》被惡搞成為了「還把大衣撒了，猛揍了那一桌暈倒」（原文為，「如果展翅高飛，就不要再說要回來」）
值得一提的是中國大陸的网路上还有相当多改编自朝鲜影片的空耳作品。这些影片本来内容大多为歌颂朝鲜前领导人金日成、金正日及现任领导人金正恩，中国网民将其改造为对金日成、金正日和金正恩的恶搞，如：
- 《没有您就没有祖国》（：／）中，歌词“金正日同志（김정일동지）”被恶搞成“金囧日偷鸡”[5]。
- 朝鲜电影《血海》的插曲《只要妈妈露笑脸》（우리 어마 기쁘게 한번 웃으면）恶搞成“五十七秒搞个基”[6][7]。
- 朝鲜红歌《奔向更美好的明天》（／）被恶搞成“太银荡”[8]（與「太淫蕩」同音）。
- 《将军是胜利的旗帜》（／）“我们手淫也一起”[9]。
- 《金日成将军之歌》（／）被恶搞为《金日成炸鬼》，内容中古今名人都“中枪”，十分不堪[10]。
- 《除了他我们谁都不认》中的歌词“伟大的金正恩同志”（위대한 김정은동지）被恶搞为“金正恩，JB 永动机”。
- 《脚步声》被恶搞为《金队长卖菠萝》或者《三胖卖菠萝》。
- 《一鼓作气》（단숨에）被恶搞为“弹死你”。[11]
- 《朝鮮人民軍軍歌》中的歌词“把他們全部消滅光”（모조리 때려 부시자），中国网民通过中文谐音，用空耳手法将其恶搞為“我說你別不洗澡”。[12]。

这类作品大多会被影片网站删除，因此产生了新的空耳形式。即将不带空耳字幕的影片上传至影片网站，再将该影片转至带有弹幕功能的影片网站（如AcFun），将空耳字幕以弹幕的形式加上。
另外，越南女歌手錦璃的演唱的歌曲（中文名《我是将要离开的那个人》，越南语：／?）也被惡搞成《貴妃吃藥》，其越南語歌詞也被全部按北方官話音韻諧音來記錄，內容十分不堪。类似的例子还有泰国歌曲《ติดนวด》（中文名《治疗》）被恶搞成《撸神曲》、越南HKT组合《Thêm Một Lần Đau》 「翻唱中國大陸六哲《错错错》」被恶搞成《牙套妹》等。
在德國电影《帝国的毁灭》中，希特勒的許多臺詞亦被空耳，例如被空耳成發音類似的“我到河北省来”、被空耳成“我不肏你爸”等等。此外由于在片中被多次提起，故他也会被恶搞。因社会主义国家的政治宣传歌曲节奏大多慷慨激昂，苏联国歌也被连带恶搞。
德国boy摔坏键盘的网红影片中，他用德文吼叫的声音也产生许多普通話空耳，如「我练功发自真心！」、「一切都是屁！」、「俺爸瞎啦！老媽！」、「逼咧！我被插！」、「自殺醬！殺你龍個媽！」、「有節操！有節操！」、「天朝人民万岁！」
无线电视剧《公主嫁到》里宇文杰的原名阿史那沙苾，会被非粤语观众幻听成陕西话粗口。
1993年香港Beyond乐队《海阔天空》首句（今天我寒夜里看雪飘过）会被非粤语听众幻听成「钢铁锅含着泪喊修瓢锅」。
2008年北京夏季奧運主題曲《友誼的風采》被惡搞成《有耳的棺材》。
本·拉登被美军海豹部队第六分队突襲击毙以后，中国大陆网民利用《Dragostea din tei》改编成空耳影片“拉登怒骂奥巴马”，影片中有一人扮成本·拉登的形象做唱歌状，并配以用北方官话音韵谐音写成的空耳臺词，内容十分诙谐，后来被凤凰卫视转载。
韩国歌手PSY的单曲《江南Style》被大陆网民恶搞为“我爸刚弄死他”或“偶把肛门塞”（原文为，即“哥是江南Style”）。
朝鲜光明星3号2期卫星发射成功后，中国大陆网站bilibili的网民将朝鲜中央电视台的相关新闻报道恶搞成空耳影片，如其中的台词“／”被空耳成“穷也不能穷山东”“初音一葱拍死了张根硕”等字幕。
日本轻小说作品《潜行吧！奈亚子》的电视动画版两首片头曲歌词也被频繁恶搞，如：
- 第一季片头曲中歌词
  - 「（本意：世界是昏暗）」被恶搞为「世界已完蛋」。
- 第二季片頭曲中歌詞
  - 「（本意：SAN值危机）」被恶搞为「丧尸bishi（bishi为网站bilibili的创始人网名的一部分）」。
  - 「（本意：戀愛乃混沌之奴僕也，罗马音：koi wa kaosu no shimobe nari）」 被惡搞為「快來搞死那激萌的蘿莉」。

《刀劍神域》第二季动画OP《IGNITE》中的一句歌词被恶搞为「马云我赐你姨妈」。
《東京喰種》動畫第一季片頭曲《Unravel》中的第一句歌詞「教えて 教えてよ 」被惡搞為「我洗海帶 洗海帶喲」。
《NO GAME NO LIFE 游戏人生》动画片头曲《This game》中的一句歌词被恶搞为「鱼，好大的鱼，虎纹鲨鱼」。
《輝夜姬想讓人告白》s1片頭曲《Love Dramatic》被惡搞為「哦辣妹米斯達（jojo的奇妙冒險第五季的次要主角）～哦米斯達～」導致輝夜相關影片遭嚴重洗版。
《Code Geass 反叛的魯路修》第一季 op2《解讀不能》中的歌詞被恶搞为「多尴尬」。
德国成吉思汗乐队的《Moskau》也被恶搞成“摸死狗”或“螺絲刀”，被网友形容“牵出一串中枪的”。
韩国Crayon Pop 的《Bar Bar Bar》被恶搞成《啪啪啪》。
著名游戏《上古卷轴V·天际》的主题曲本是游戏开发者自创的“龙语”（Dovahkiin, Dovahkiin, naal ok zin los vahriin），被空耳后成为“真·国歌”，歌词慷慨激昂，在bilibili上风行一时。
《干物妹！小埋》动画OP中的一句歌词被空耳成“有没有Wifi”。同时全曲所有歌词都被空耳。
Baha Men的歌曲《Who Let the Dogs Out》被恶搞成「胡来的左手」或「红雷在搓澡」。
欧洲冠军联赛的主题曲被空耳恶搞为调侃阿森纳的歌曲。

### 香港的空耳
香港最早期的空耳是香港政府一段向越南船民講述難民甄別政策的越南語廣播《北漏洞拉》，該段廣播播放頻密，不少香港人把廣播內容空耳成粵語。
1991年電影賭俠2之上海灘賭聖硬譯法語：（您好嗎）成「今晚打老虎」。
後來有《獎門人》系列的遊戲——估歌仔（首次出現於《超級無敵獎門人之再戰江湖》）。在當時，節目邀請了一些聽不懂中文（不管是粵語還是國語）的外國人戴著耳機聆聽一些華語流行曲，並要他們唱出來。而參賽的藝人則要從幻聽歌詞裡聽出原來的歌曲是甚麼。由於這些外國人不會中文，所以經常都幻聽出很搞笑的歌詞出來。
刻意創作的幻聽歌詞，香港網民改編得比起臺灣來得較晚。比較為人熟悉的是改編自「幪面超人X」泰語版主題曲的粵語幻聽歌詞《泰國幪面超人》。歌詞包括「馬個屁股變菊花」（羅馬化：Mā bn din h̄rụ̄x ca bin bn f̂ā）、「帶港幣八蚊」（羅馬化：(Rậngrx mị̀) Dị̂ t̂xng pị prāb mạn）等。
現時，香港網民的空耳大部份為泰國歌曲，如“泰文科學戰隊”，“泰文黃金戰士”，“泰文幪面超人電王”，“泰文版流星雨”，亦有韓國的如“韓文高達0083”〔因Gundam發音不正說成Condom被惡搞〕等。
除《泰國幪面超人》外，無綫電視劇集《強劍》泰文版主題曲也出現粵語幻聽歌詞。
台灣歌手陳小霞的閩南語歌曲「傀儡尪仔」（曲名的意思是「不在身邊的男性情人」），「傀儡尪仔」發音與粵語「咖喱牛腩飯」相近，此空耳由於歌曲被改編為陳慧嫻的《歸來吧》因而常被粵語使用者談論。
2009年，香港藝人古天樂，在內地播出的日本YOKOHAMA（優科豪馬/橫濱）輪胎廣告中，以普通話讀出口號「想節能，輪胎能」。由於他的普通話實在太差勁，令香港網民以空耳聽起來，就像是說粵語粗口。
歌手黃宗澤的《Hey Boy》、Justin Bieber的《Love Me》和方大同的《Bad》，某些歌詞令網民以空耳聽起來，就像是說粵語粗口。
在2011年，香港唱作歌手張如城的《中國的巨龍》中，以國語唱出「巨龍」及「心中」時，與廣東話「豬籠」及「善終」的發音相同，也出現粵語幻聽歌詞。
在2012年，韩国歌手PSY（朴载相）的单曲《Gangnam Style》中，被香港網民以空耳歌词將之惡搞，例如其中一段“오빤 강남스타일”（即“哥是江南Style”）則被空耳成“鵝笨姦冧Style”。
在《LoveLive!》电视动画第一季中，剧中组合A-RISE演唱的歌曲《Private Wars》，其中一句歌词“What'cha do”被空耳成粤语粗口。甚至「LoveLive!」這個名稱本身也被部分香港網民空耳成「甩褲拉褲」（掉了褲子又拉上來）。
在香港的英語圈，九巴與有些其他交通工具的粵語報站“下一站係”被空耳為"Hands up! Hey!"（舉手！喂！）。這是警察可能會對犯罪分子說的一句話，尤其是在英文流行文化中。
在2016年，西城男孩的《My love》中歌詞"see you once again"被香港網民空耳為“屎係黃色嘅”。
除以上提及外，也出現了同一語言的空耳。

### 臺灣的空耳
著名的空耳版譯唱歌曲有《嘜呀嘻》，原歌詞為羅馬尼亞語。
其後，臺灣也有網友投入製作不同地方歌曲的幻聽歌詞。
- 《Có Chàng Trai Viết Lên Cây》原為越南歌手潘孟瓊所演唱的抒情歌曲，標題—同時也是本歌曲的第一句歌詞—的意思為「有個男生在樹上刻字」，後來被改編為幻聽歌詞「我站在雲林」。
- 韓國電影《我的野蠻女友》片尾曲〈I Believe〉，就被改編為幻聽歌詞「阿婆妳」。此歌詞不同的地方，就是同時將華語與臺語的語音併進幻聽歌詞的版本中。[35]
- 印度歌手達雷爾·馬哈帝的歌曲，也成為臺灣網友幻聽歌詞的題材。最早的例子有《Tunak Tunak Tun》，被PTT的Joke板板友「ock64」改編幻聽歌詞並加上字幕，上傳到YouTube。因為《Tunak Tunak Tun》音樂錄影帶的內容，達雷爾·馬哈帝被臺灣網友戲稱為印度F4。《Tunak Tunak Tun》幻聽歌詞的出現，帶動了臺灣網民改編印度歌曲幻聽歌詞的熱潮，如印度歌手赤拉尼维因其歌曲〈Indian Thriller〉中的歌詞「Golimar」被為發音相近的中文髒話，而本人也被稱作“印度麥可”。除此以外，还有其他印度歌曲被用于空耳，这些歌曲的个别歌词往往都有类似汉语的粗话的成分，而这些在网络上被指歌词“神奇”的印度歌曲被称为「印度神曲」，并被制成MV[36][37][38][39]，如：
  - 《Ayka Dajiba》一歌中的歌词“Ayka dajiba”听起来很像“一个大鸡巴（JB）”。
  - 《Aaj Kal Ki Ladkiyan》的“kamaal karti”被音译为马勒戈壁。
  - 《Indian Thriller》中的“Goli mar”则成了“幹你媽的”。
  - 《Ho Jayegi Balle Balle》中的「Ahha chiknak chiknak chiknak」被空耳成「阿霞擠個奶」。
- 少女時代的《Gee》被網友惡搞成〈那根甘蔗〉，片段在Youtube點擊率達三百餘萬。[40]
- 七龍珠Z的主題曲《CHA-LA HEAD-CHA-LA》被PTT動畫板網友改成「蝦啦！嘿！蝦啦！」，並配上ASCII動畫，用來宣傳交大炸蝦節活動。[41]
- 《輝夜姬想讓人告白～天才們的戀愛頭腦戰～》動畫版的第一個主題曲 Love Dramatic 被空耳成 黃金之風米斯達的主題曲，另一首由同由鈴木雅之演唱的主題曲 DADDY!DADDY!DO! 則被惡搞成星塵鬥士中反派達比的歌曲《達比達比賭》
- 《Dragostea din tei》是一首著名被幻聽歌詞的作品，臺灣版本的幻聽歌詞是「嘜阿喜（原歌詞：Ma-ia-hii）」。
- Super Junior的《Sorry Sorry》被人改成〈手裡那根芭蕉〉，成為一時熱話。
- 法語歌曲（香榭麗舍大街）被空耳成「瞎賊力賊」、「小姐妳坐（閩南語）」[42]
- 《萌學園之萌騎士傳奇》中東城衛的浮世樂魔語版片頭曲，裡面的日文被拿來當成中文使用，也屬於幻聽的一種。
- 西班牙語歌曲，是義大利雙人團體Tacabro（英语：Tacabro）[43]推出的新單曲[44]，由於唸音接近臺北市臺灣科技大學的簡稱臺科大，而於2012年4月陸續被PTT、Youtube等網站的網友將原曲歌詞空耳、並製成字幕搭配原曲MV，現今網路上已有多個空耳版本[45]。
- 西班牙的《Despacito》的兩句Sí, sabes que ya llevo un rato mirándote變「膝，小布希假借嚕馬桶沒人投他」，Yo sé que estás pensándolo被變成「有誰給大便上的囉？」
- 墨西哥連續劇「貧民窟的瑪麗亞」(María la del Barrio)被真心白木成柏慎空耳惡搞成「美鳳有事嗎」
- FTIsland的《壞女人》歌曲這句「你是壞女人」被PTT的用户空耳成「到南部弄假牙，好擠啊」
- 網友把防弹少年团的《잡아줘》（Hold me tight）歌的這句「緊牽著我吧～緊抱我吧」空耳成「奶茶好臭～那安捏臭」
- 改編自動畫太空超人歌曲的《HEYYEYAAEYAAAEYAEYAA》被網友惡搞成《ㄩㄇ》（意指「約嗎」），其中一部分非常不堪的歌詞來自於該曲的空耳。

### 日本的空耳
大多是把原本歌詞的音樂錄影帶MV加上字幕之後，以Flash的形式散佈，常常引起廣大的討論。
最有名的是2005年羅馬尼亞團體O-Zone的名曲《菩提樹下之戀（日語：恋のマイアヒ）》在2ch上以的幻聽版大肆流行，最後演變至艾迴唱片直接以幻聽版歌詞發行唱片。
另外德国流行曲兼舞蹈樂隊成吉思汗的歌曲《莫斯科》亦曾被為數甚多的2ch參與者幻聽化，改詞成。
日本也有電視節目以幻聽歌詞為題材。塔摩利主持的朝日電視臺深夜綜藝節目《塔摩利俱樂部》，1992年起開闢一個稱為〈空耳時間〉（空耳アワー）的單元，收集各地觀眾提供的幻聽歌詞（多來自非日語的歌曲），然後將幻聽的部份拍成影片。通常，幻聽的部份只是佔歌曲的一小部份。
还有日本网民将朝鲜中央电视臺主播李春姬播送的新闻改成空耳视频，将其改造为对金正日的恶搞，例如（朝鲜语的发音跟着日语的发音来念）。
2024年10月2日，侵入住宅和強盜致傷罪被告的辯護律師在開場陳詞中援引〈空耳時間〉，主張被告爬上二樓陽台是要警告屋主煤油外洩（Go to a door），而不是要搶劫（強盗だ）。
除此以外，日本還流行把各種影片的臺詞改編。
- 日本動畫《神劍闖江湖》各個國家的配音被惡搞成一系列幻聽版本。最早期由於英語配音中「相樂左之助」的其中一句臺詞（英語版的配音跟著日語的發音來念）被惡搞成而在NICONICO動畫、YouTube流行起來。其他還有「CCO」（志志雄，指「志志雄真實」）、（葡萄牙語的「Bom Kenshin」，原意為「做得好！劍心！」）等等。現在有一個名為「[49]」的網站專門介紹這些惡搞內容。
- 2002年一套影片中，一名熱衷遊玩《魔域幻境之浴血戰場》的德國少年破壞鍵盤的片段[50]，其臺詞被惡搞成日語幻聽版本。例子有、「天皇陛下萬歲」等。
- 《(Åh) När ni tar saken i egna händer（英语：(Åh) När ni tar saken i egna händer）》——瑞典After Dark的曲子，因為空耳歌詞色情而在Niconico爆紅(例如: Åh, när ni常被惡搞成オナニー（自慰），或是將角色Bosse惡搞為夢精（夢遺）)。

### 英语的空耳
被空耳成黑人的歧视语言
大张伟歌曲《阳光彩虹小白马》中多次出现“那个”一词因发音与歧视黑人的词汇相似被错误空耳，引发该歌曲在YouTube等外网平台爆红。早期作品《我的果汁分你一半》中也有类似情况。
韩语“我”和“你”的主格形式的发音也与其相似。

## 同一語言的空耳
前述的空耳，都是將外國語言轉化為本地語言而得出的；不過，也有部份空耳，是從同一語言改編而來的。

### 日语
- 日本動畫《Code Geass 反叛的魯路修》第1期片頭曲2《解讀不能》，曾經被日本網民惡搞成同一語言的幻聽版本。
- 日本動畫《BAMBOO BLADE 竹劍》片尾曲《STAR RISE》，在NICONICO動畫被日本網民惡搞成同一語言的幻聽版本。
- 日本動畫《死亡筆記本》最後一集夜神月喊出「這是陷阱(これは罠だ！)」被NICONICO動畫的網友幻聽成「BANANA粉末( 粉のバナナ)」，引發各種音MAD風潮。
- 日本十八禁遊戲《Nursery Rhyme》主題曲「True My Heart」，因幻聽歌詞而在NICONICO動畫、YouTube等影片網站引起話題。
- 日本「塔摩利俱樂部」節目中〈空耳時間〉的前身單元〈あなたにも音楽を〉，可容許日語歌詞改編。

### 中文
- 值得一提的是声琴相拥（网名）以“听（唱）错的歌词”为题发布了一些列改编自中文歌曲MV的空耳视频[51][52][53][54][55]，这些视频都带有利用同一语言恶搞的字幕，如“这一身乙醚我不要”（这一世英名我不要），“巨龙巨龙你差两年”（巨龙巨龙你擦亮眼），另外还包括了周杰伦、林俊杰歌曲的空耳。
- 大陆版《新世纪天鹰战士》（即《新世纪福音战士》）因遭到大幅删改而一直令大陆网民多有不满，其中文主题曲《勇敢的少年》被恶搞出多个空耳版本中，最有名的一句“勇敢的少年啊，快去创造奇迹”被曲解为“勇敢的少年啊，快去创造鸡鸡”或“勇敢的少年啊，快起床找鸡鸡”等。[56]
- 台灣緯來電視網形象廣告，曾以眾多華語歌曲當中唱到「未來」的歌詞改成「緯來」，以宣傳其系列頻道。例如「我的未來不是夢」變成「我的緯來不是夢」。
- 周杰倫的「七里香」[57]及「髮如雪」，也被網友分別惡搞成「騎李湘」[57]和「發入穴」。
- 蕭敬騰的「王妃」副歌當中，「夜太美」被惡搞成「野台妹」。
- 中国大陆歌曲《你就是我最爱的人》也被网民恶搞成同一语言的空耳视频《癌症恋曲》。[58]
- 在中国大陆，《蒋公纪念歌》（張齡作詞版）被空耳为《蒋狗之歌》。
- 鄧麗君的歌曲《甜蜜蜜》被惡搞成《舔咪咪》，內容十分不堪[59]。
- 《迪迦奥特曼》的中文主题曲《奇迹再现》中的歌词“奇迹一定会出现”被恶搞成“鸡鸡一定会出血”。
- 蔡徐坤在一段《偶像练习生》的自我介绍视频中，表演了一段歌舞《只因你太美》[60]，因歌词“只因你太美”听起来像是“鸡你太美”，导致歌曲走红，引发大量空耳与恶搞。[61]

### 粤语
- 香港歌手張敬軒2008年作品《櫻花樹下》亦出現疑似粵語幻聽歌詞。當中包括「泰國捐精」（太過堅貞）、「成碟青瓜過大海」（乘電車跨過大海），而歌手古巨基的作品《愛回家》出現了「一換亂燙」（一碗暖湯）、「張海量鼻」（張開兩臂）。另外著名歌手陳奕迅的K歌之王中一句「煽動你惻忍」卻被填詞人硬配上旋律中，變成「煽動你惻引」等疑似粵語幻聽歌詞。
- 香港藝人許志安於2010年，在《獅王適齒美牙刷廣告》中的歌詞上不斷重覆「尖……尖尖尖……[62]」，但由於唱歌時高低音和唱出歌詞的速度不同，故出現了幻聽歌詞。[63][64]

### 英语
- 加油布兰登（英语：Let's Go Brandon），是2021年兴起的一个政治口号和互联网模因，用以抗议第46任美国总统乔·拜登。源于脏话“操你乔·拜登”（Fuck Joe Biden）的空耳。2021年10月，美国职业赛车手布兰登·布朗在一场比赛后接受NBC体育记者凯莉·斯塔瓦斯特采访时，看台上的观众集体高呼“Fuck Joe Biden”以表达对美国总统乔·拜登的不满，但凯莉·斯塔瓦斯特疑因现场人群喧嚣导致幻听[65]，便告知布兰登观众正在以“Let's Go Brandon”这一口号为其欢呼[66][67]，由此“Let's Go Brandon”成为委婉辱骂乔·拜登的口号。